# Lia Manoliu
Lia Manoliu (Chișinău, actualment Moldàvia 1932 - Bucarest, Romania 1998) fou una atleta romanesa, guanyadora de tres medalles olímpiques en llançament de disc. Manoliu fou la primera atleta en competí en sis Jocs Olímpics.

## Biografia
Va néixer el 25 d'abril de 1932 a la ciutat de Chișinău, població situada en aquells moments al Regne de Romania però que avui dia és la capital de Moldàvia. Morí el 9 de gener de 1998 a la seva residència de Bucarest (Romania) a conseqüència d'un atac de cor després de caure en coma durant una operació per extreure-li un tumor al cervell una setmana anterior.

## Carrera esportiva
Va participar, als 20 anys, als Jocs Olímpics d'Estiu de 1952 realitzats a Hèlsinki (Finlàndia), on va aconseguir finalitzar en sisena posició i guanyar així un diploma olímpic en la prova femenina de llançament de disc, finalitzant posteriorment en novena posició en els Jocs Olímpics d'Estiu de 1956 realitzats a Melbourne (Austràlia). A la dècada del 1960 arribaren els seus èxits, ja que en els Jocs Olímpics d'Estiu de 1960 realitzats a Roma (Itàlia) aconseguí guanyar la medalla de bronze, un metall que repetí en els Jocs Olímpics d'Estiu de 1964 realitzats a Tòquio (Japó). En els Jocs Olímpics d'Estiu de 1968 celebrats a Ciutat de Mèxic (Mèxic) aconseguí guanyar la medalla d'or, establint un nou rècord olímpic amb un tir de 58.28 metres. En els Jocs Olímpics d'Estiu de 1972 realitzats a Múnic (Alemanya Occidental), els seus sisens Jocs, finalitzà en novena posició.
Participà en dues edicions del Campionat d'Europa d'atletisme, si bé únicament pogué ser quarta i sisena els anys 1969 i 1954 respectivament.

## Millors marques
- Llançament de disc. 62,06 metres (1972)[6]